# Узуд
Узу́д (араб. شلالات أوزود; фр. Cascades d'Ouzoud) — спільна назва для декількох високих водоспадів у Атлаських горах у Марокко. 
Вони впадають в ущелину річки Ель-Абід та є популярним місцем серед туристів. Розташовані на відстані 150 км на північний схід від міста Марракеш. В перекладі з берберської, слово Узуд означає «подрібнювати зерно», що відображає наявність чисельних млинів поруч з Узудом.
До нижньої частини водоспаду можна дістатися, подолавши стежини маслинових дерев. На вершині водоспаду зберіглися чимало старих невеликих млинів, які працюють й дотепер. До Узуду також веде вузька та складна стежина з дороги на Бені-Меллаль. Узуд є одним з найвідвідуваніших місць у регіоні. Водоспад оточений зеленими долинами, млинами, фруктовими садами та ланцюгами ущелин річки Ель-Абід. Також поруч з Узудом мешкають багато лісових макак (маготів).
| Марокко | Це незавершена стаття з географії Марокко. Ви можете допомогти проєкту, виправивши або дописавши її. |